# فيلي هارفي
فيلي هارفي (بالإنجليزية: Willie Harvey)‏ (23 نوفمبر 1929 في المملكة المتحدة - 13 يونيو 2014) هو مدرب كرة قدم ولاعب كرة قدم بريطاني في مركز مهاجم داخلي. لعب مع دونفرملين أثلتيك وديري سيتي ونادي كيلمارنوك وCaledonian F.C. ‏ ونادي اربوراث وسيدني براغ ‏ ونادي بانغور ونادي برادفورد بارك أفنيو ونيوكاسل بريكرز.

## وصلات خارجية
- فيلي هارفي على موقع قاعدة بيانات كرة القدم.إي يو (الإنجليزية)